# Amblymora obiensis
Amblymora obiensis là một loài bọ cánh cứng trong họ Cerambycidae.